# پناهگاه صخره‌ای انجیر شاهیجان
پناهگاه صخره‌ای انجیر شاهیجان مربوط به دوران پیش از تاریخ ایران باستان است و در ۶۰ کیلومتری شمال شرق مرودشت، روستای شاهیجان سفلی واقع شده و این اثر در تاریخ ۲ آبان ۱۳۸۲ با شمارهٔ ثبت ۱۰۵۴۲ به‌عنوان یکی از آثار ملی ایران به ثبت رسیده است.